# 渥美則行
渥美 則行（あつみ のりゆき、1965年9月19日 - ）は、日本の俳優である。
キリンプロ所属。大阪府出身。身長167cm。

## 出演

### テレビドラマ
- シンシア 〜介助犬誕生ものがたり〜（2003年、毎日放送）理学療法士 役
- 月曜ドラマシリーズ 恋する京都（2004年、NHK総合テレビ）
- 終りに見た街（2005年、テレビ朝日）兵隊 役

### 映画
- 自殺キャロット - 松井慎一 役

### CM
- サカイ引越センター（2002年）
- キリンビバレッジ アミノサプリ（2003年）
- 全日空（2003年）
- NTT西日本 マーケティングアクト（2004年）
- NTT西日本 光ブロードバンド（2004年）
- 日清食品 日清2005燃えろ!阪神タイガースキャンペーン（2005年）
- エステー化学 置くタイプのエアウォッシュ（2005年）
- ベネッセコーポレーション ポケットチャレンジV2（2005年）